# Führungsgetriebe
Führungsgetriebe sind neben den Übertragungsgetrieben eine Hauptgruppe der Koppelgetriebe. „Sie führen Punkte auf bestimmten Bahnen (Führungsbahnen) oder Körper durch vorgegebene Lagen.“ „Die bewegten Glieder werden nach ihrer Funktion als führende oder geführte Getriebeglieder bezeichnet. ...  Die durch Führungsgetriebe realisierten  Führungsbahnen sind i.allg. Koppelkurven“, und das geführte Teil ist die Koppel des Getriebes.

Beispiele
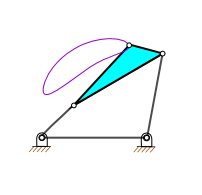
Kurbelschwinge mit Bahnkurve eines Punkts der Koppel (Koppelkurve)
Doppelschwinge, Lemniskate als Bahn der Koppelmitte (s. a. Wattgestänge)
Fünflenkerachse (räuml. Getriebe), Radträger als geführte Koppel

Mehrgelenkscharniere (z. B. für Möbel, Kühlschränke, Dachluken usw.) sind Führungsgetriebe und kommen in vielen Variationen zur Anwendung.